# Вальдбюттельбрунн
Вальдбюттельбрунн (нім. Waldbüttelbrunn) — громада в Німеччині, розташована в землі Баварія. Підпорядковується адміністративному округу Нижня Франконія. Входить до складу району Вюрцбург.
Площа — 19,10 км2. Населення становить 4870 ос. (станом на 31 грудня 2020).